# Cayres

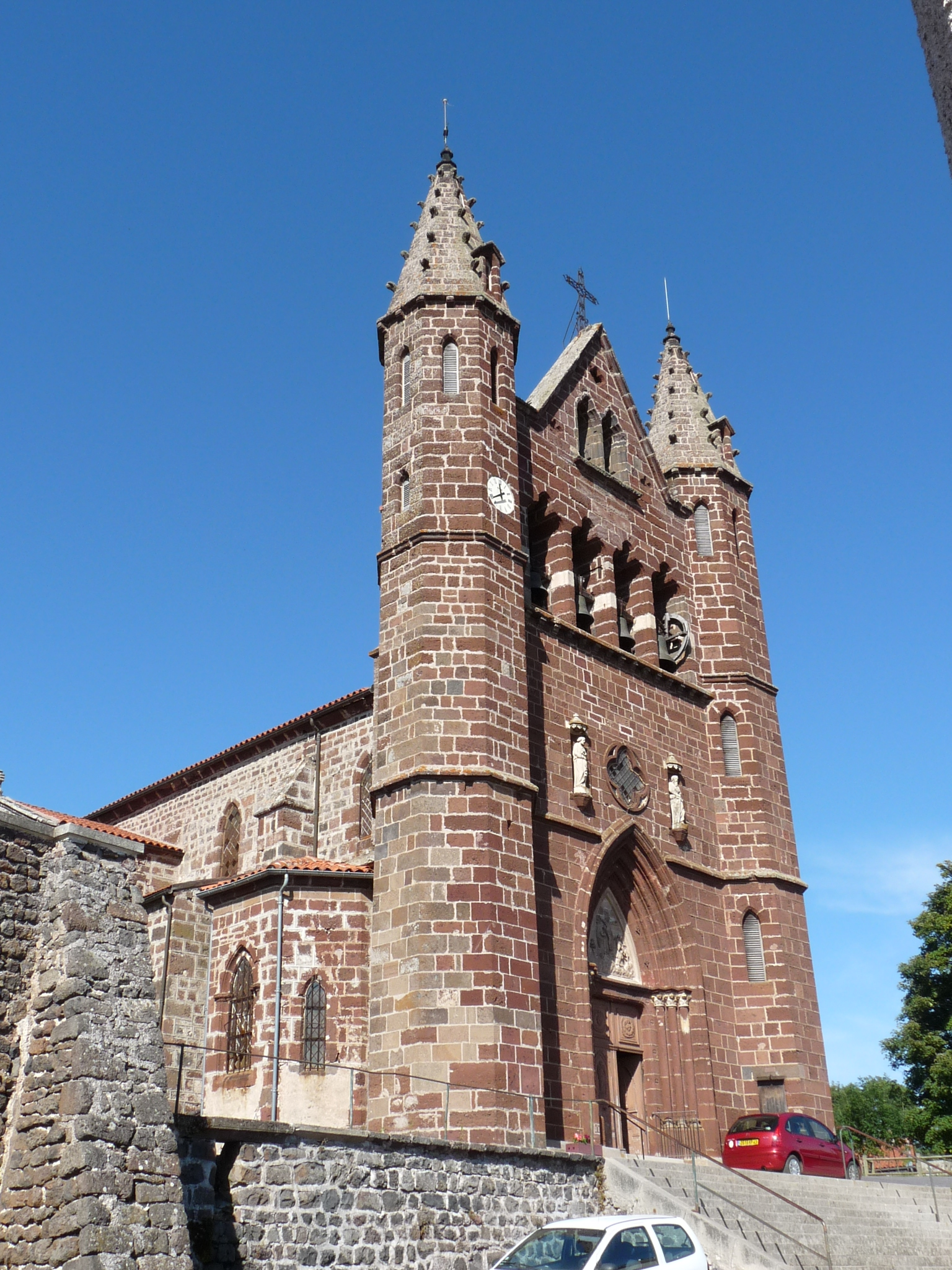
Kerk

Cayres is een gemeente in het Franse departement Haute-Loire (regio Auvergne-Rhône-Alpes) en telt 698 inwoners (2005). De plaats maakt deel uit van het arrondissement Le Puy-en-Velay.

## Geografie
De oppervlakte van Cayres bedraagt 30,1 km², de bevolkingsdichtheid is 23,2 inwoners per km².
De onderstaande kaart toont de ligging van Cayres met de belangrijkste infrastructuur en aangrenzende gemeenten.

## Demografie
Onderstaande figuur toont het verloop van het inwonertal (bron: INSEE-tellingen).